# أصل سلالة غورجارا براتيهار
يُعتبر أصل سلالة غورجارا براتيهار في الهند موضوع نقاش بين المؤرخين. استخدم حكام هذه السلالة التسمية الذاتية «براتيهارا» لعَشِيرتهم، ولكنهم وُصفوا من قبل الممالك المجاورة لها باسم «غورجارا». ذكر نقش واحد خاص لحاكم إِقطاعِيّ يُدعى ماثاناديفا على أنه من سلالة «غورجارا براتيهار».
وفقًا لإحدى المدارس الفكرية، كان غورجارا هو اسم المنطقة، التي حكمتها في الأصل براتيهار. تدريجيًا، جاء المصطلح للدلالة على سكان هذه المنطقة. النظرية المعارضة هي أن غورجارا كان اسم القبيلة التي تنتمي إليها السلالة، وأن براتيهار كانت عشيرة من هذه القبيلة. من بين أولئك الذين يعتقدون أن مصطلح غورجارا كان في الأصل تسمية قبلية، هناك خلافات حول ما إذا كانوا هنودًا أصليين أو قبيلة أجنبية هاجرت إلى الهند حوالي القرن الخامس. وظهر سؤال ذو الصلة وهو ما إذا كان غورجارا الحديثون يمثلون قبيلة غورجارا القديمة أم لا.

## الإشارة المبكرة للمصطلح
حُللت الإشارة المبكرة للمصطلحات غورجارا، وبراتيهار، وغورجارا براتيهار في السجلات التاريخية من قبل العلماء لتحديد أصل السلالة.

### براتيهار
استخدم غورجارا براتيهار بالإضافة إلى براتيهار من ماندور التسمية الذاتية «براتيهار». زعموا أنهم ينحدرون من البطل الأسطوري لاكشمان، الذي يوصف بأنه شقيق الملك راما في ملحمة رامايانا السنسكريتية. ينص نقش جودبور 837 م لحاكم ماندور براتيهارا المدعو باكوكا على أن الأخ الأصغر لرامابهادرا (راما) كان بمثابة براتيهاري (البواب) لأخيه الأكبر، وبسبب ذلك أصبح أحفاده يُعرفون باسم براتيهارا. يقول نقش ساجار تال (جواليور) لملك غورجارا براتيهار المدعو ميهيرا بوجا أن سوميتري («ابن سوميترا»، أي لاكشمانا) كان بمثابة البواب لأخيه الأكبر حيث هزم الأعداء في معركة مع ميغانادا.
افترض كي إيه نيلاكانتا ساستري أن أسلاف براتيهار خدموا سلالة راشتراكوتا، ومصطلح «براتيهار» مشتق من لقب قائد في بلاط راشتراكوتا.

### غورجارا
يذكر النص التاميلي مانيميكالاي الذي يعود للقرن السادس معبد «كوتشاراكوديهاي» أو «كوتشاراكوديهاي». يفسر بعض العلماء هذه الكلمة على أنها التحويل الصوتي التاميلي لكلمة «غورجارا». ومع ذلك، يشك كريشناسوامي أيانجار في دقة هذا التفسير.
تعود أقدم الإشارات غير القابلة للنقاش لكلمة «غورجارا» إلى القرن السابع: 
- وردت كلمة غورجارا في هارشاشاريتا، وهو عمل سنسكريتي لبانا. يصف النص المقصود النجاحات العسكرية للملك برابهاكارافاردانا ضد ممالك مختلفة. ينص النص على أن الملك كان «أسدًا لغزلان هون، حمى مشتعلة لملك السِّنْد، مخيفًا لملك جورجارا، حُمَّى صَّفْراوِيَّةُ لذلك الفيل - ملك غاندهارا، مدمرًا لمهارة اللاتاس، فأس للزاحف الذي هو إلهة الحظ مالاوا».[7][5]
- يصف المسافر الصيني تشيونتسانغ مملكة تدعى كيو تشي لو وعاصمتها بي لو مي لو. حُددت هاتين الكلمتين على أنهما نسخ صينية لكل من «غورجارا» و «بهيلامالا» (بهنمال). كانت هذه المملكة تقع في ولاية راجاستان الحالية، محاطة بمو لا بو (مالوا)، ويوش ا يي نا (أوجاين)، وبو لو كي تشي بو (بهروش)، وفا لا بي (فالابي)، وسو لا كا (مملكة سوراشترا).[6]
- ينص نقش آيهول الذي يعود لسنة 634 بعد الميلاد لملك تشالوكيا بولاكيشين الثاني على أن غورجارا، ولاتاس، ومالافاس قبلوا سلطته. وفقًا لبوري، فإن غورجارا المشار إليهم في هذا السجل كانوا من بهاروكاتشا (بهروش). كما ذُكروا على أنهم «سامانتا»، وربما يدينون بالولاء لكلاتشوري.[6]